# Un camello subió al tranvía en Grenoble y el tranvía le está mordiendo la pierna
Un camello subió al tranvía en Grenoble y el tranvía le está mordiendo la pierna es una de las historietas de Superlópez creada por Jan entre 1991 y 1992.

## Trayectoria editorial
Publicada originalmente en los números 14-21 de la revista Mortadelo Extra y más tarde en el número 20 de la Colección Olé.

## Argumento

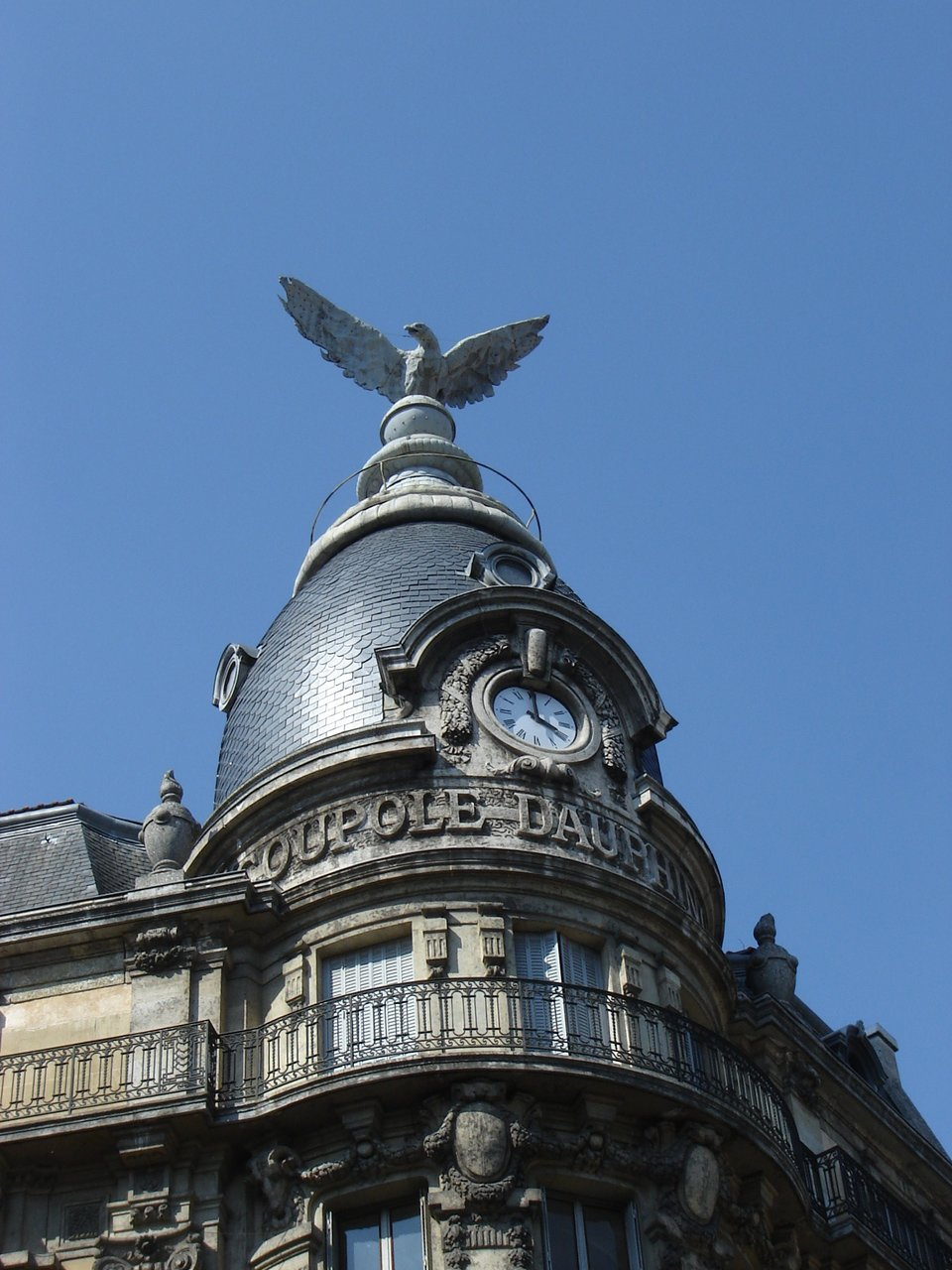
En un momento de la historieta Jaime, Chico, Martha y amigas se estrellan con un globo en esta cúpula.

"Esponja" Humitsec se ve envuelto en un asunto de narcotráfico y decide actuar por su cuenta y dejar inconsciente al otro conductor de la mercancía. Luego llama a su sobrino, "Chico", indicádole una contraseña ("un camello subió a un tranvía en Grenoble") que tiene que recitar en un punto para que le den un libro con una clave. Cuando el capo del narcotráfico se entera, enfurece y ordena a la banda de Al Trapone que capturen a los traidores. Los mafiosos de Al Trapone encuentran a Chico en la Estación de Sants, pero éste logra huir y, para librarse del libro, se lo da a Martha, quien estaba en la estación para ir a Salón del cómic de Grenoble. López, que también estaba acompañando a Jaime a Grenoble, ve lo sucedido y decide investigar el asunto como Superlópez.
En el salón del cómic, "Esponja", disfrazado de personaje de cómic, intenta hacerse con el libro ofreciéndole droga a Martha. Superlópez interviene, pero otros personajes de cómic, creyendo que están atacando a uno de los suyos, intervienen y "Esponja" logra escapar en la confusión. Chico intenta que Martha le devuelva el libro, pero solo consigue que la banda de Al Trapone, que lo iba siguiendo, la secuestre. Superlópez examina el libro y descubre que tiene un trozo hueco para meter algo y que hay varias letras pinchadas con alfiler que forman la contraseña. Además deduce que el día de la cita es hoy, día 31, porque es la última página pinchada y el tranvía es el 2014 porque aparece marcado como precio del libro. Superlópez manda a Jaime meterse en el tranvía mientras él vigila desde arriba. Una extraña mujer pelirroja (Lady Araña) le dice a Jaime "el tranvía me está mordiendo la pierna" pero éste no entiene nada. Lady Araña le quita el libro y le pregunta por las llaves, pero como no se fía de Jaime, decide sacarlo del tranvía a punta de pistola. Superlópez pierde de vista a Jaime por culpa del caniche de Lady Araña, pero encuentra a "Esponja" en un funicular y éste le lleva a la mansión donde está secuestrado Jaime.
Mientras tanto Chico logra rescatar a Martha y hace buenas migas con ella, pero cuando le ofrece una papelina, esta le encasqueta un cubo de basura en la cabeza. Chico reflexiona sobre lo sucedido y decide ir a la policía a entregar el camión del alijo. Superlópez logra liberar a Jaime y arrestar a los traficantes. Una vez en Barcelona un camello quiere vender unas papelinas a Chico el cual dice que no, para alegría de su nueva amiga Martha.

## Comentarios
En la segunda página del álbum Jan sintetiza por boca de sus personajes parte de las críticas que la serie recibía, como que las historietas iban «de lo soso a lo lamentable», se alejaban de la parodia de superhéroes o parecían catálogos turísticos.
En el salón del cómic aparecen personajes como Mortadelo, Pafman, Hug, el troglodita o Lucky Luke, entre otros.